# Eriz
Eriz ist eine Einwohnergemeinde im Schweizer Kanton Bern. Sie gehört zum Verwaltungskreis Thun.

## Geographie
Der Ort liegt im oberen Teil des Zulgtals am Südhang der Honegg und am Westhang des Hohgant. Die Gemeinde besteht aus den beiden Gemeindeteilen Aussereriz mit den Weilern Äppenschwendi, Bühl, Kapfern und Losenegg und Innereriz mit den Weilern Bieten, Halten, Linden, Niedermatt und Scheidzaun. Vom gesamten Gemeindeareal von 2180 ha sind 45,1 % landwirtschaftliche Nutzfläche, 44,0 % sind von Wald und Gehölz bedeckt, 8,4 % sind unproduktive Fläche und nur 2,6 % Siedlungsfläche.

## Geschichte
Im Mittelalter gehörte Eriz zur Herrschaft Heimberg. Um 1320 wurde das Gebiet als Erarze benannt, als der Junker Walther an der Matten dem Konrad von Teuffenthal den achten Teil seiner Einkünfte von den Falken und Habichten in diesen Wäldern verkaufte. 1335 wurden die Alpweiden erstmals erwähnt, denn damals unterstand das ganze waldige Gebiet den Grafen von Kyburg, und Werner Katterli verwaltete es für sie. Bereits 1344 waren weite Teile gerodet, sodass Bern für den Schutz des Waldes sorgen und einen Vergleich mit dem Landgrafen Eberhard und dem im Ort wohnenden Ausburger Konrad von Teuffenthal aushandeln musste. Den Bewohnern wurde nur noch eingeschränkte Weide- und Holznutzung zugestanden. 1384 fiel das Gebiet definitiv an Bern und wurde dem Freigericht Steffisburg im Amtsbezirk Thun zugeschlagen. Die Alpweiden gehörten ab 1600 mehrheitlich Berner Patriziern, die von einheimischen Kuhhirten bestossen wurden und die sie nach 1800 zunehmend übernehmen konnten.
1693 wurde die evangelisch-reformierte Kirche in Schwarzenegg erbaut, um den bisher im Winter beschwerlichen Weg nach Steffisburg zu verkürzen, da mindestens eine Person pro Familie den Sonntagsgottesdienst besuchen musste. Zudem konnten die Täufer besser erkannt und überwacht werden, da sie sich nicht an diese Pflicht hielten. Etliche Täuferfamilien aus dem Eriz mit den Namen Tschabold, Eymann, Kropf, Stauffer und Schlapbach wurden deswegen bestraft, ihr Hab und Gut wurde eingezogen und vom Staat für den Kirchenbau verwendet, und sie wurden abgeschoben oder ausgewiesen. Sie fanden im Jura, in der Pfalz und in den Niederlanden Aufnahme. Erst um 1700 nahm diese gewaltsame Praxis ein Ende, und täufernahe Personen wurden wieder akzeptiert und in die reformierte Kirche aufgenommen.
1834 schloss sich das linksufrige Gebiet der Zulg, die Schattseite, der politischen Gemeinde Horrenbach-Buchen an, mit der es vor 1800 bereits einen Gerichtsbezirk gebildet hatte. 1848 wurde eine Fahrstrasse von Schwarzenegg nach Eriz erstellt. Ab 1864 wurden die Alpweiden an der Honegg teilweise durch den Staat Bern aufgeforstet. Die 1866 erbaute Talkäserei in Linden förderte die ganzjährige Milchwirtschaft und private Alpen gegenüber Kooperationen. Forstwirtschaft, Gewerbe und Tourismus dienen den Landwirten als Nebenerwerb. Schulhäuser gibt es in Bieten und Bühl, mit der Gemeinde Unterlangenegg besteht seit 1949 ein Sekundarschulverband.

## Bevölkerung
Im Jahr 1764 zählte die Gemeinde 313 Einwohner, und um 1800 gab es 61 Wohnhäuser und 330 Bewohner. Im 19. Jahrhundert nahm die Bevölkerung stark zu, sodass 1850 bereits 642 Personen in Eriz wohnten. 1900 hatte die Gemeinde 609, 1950 663 und im Jahr 2000 502 Einwohner. Anfang des Jahres 2005 zählte die Gemeinde 516 Einwohner, davon waren 508 (= 98,4 %) Schweizer Staatsangehörige und acht Personen Zugewanderte aus dem Ausland.

## Politik
Aktueller Gemeindepräsident ist Daniel Kropf (Stand: 2025).
Die Stimmenanteile der Parteien anlässlich der Nationalratswahl 2023 betrugen: SVP 72,2 % (+4,4 %), SP 7,6 % (+3,2 %), Mitte 4,1 % (−6,8 %), EDU 3,6 % (+1,0 %), glp 2,5 % (−1,7 %), GPS 2,0 % (−1,2 %), FDP 1,6 % (+0,9 %), EVP 0,9 % (−1,4 %).

## Verkehr
Die Gemeinde ist durch die Buslinie 41 der STI ins Netz des öffentlichen Verkehrs eingebunden.

## Abwasser
Zur Reinigung des Abwassers wurde die Gemeinde an die ARA Thunersee in der Uetendorfer Allmend angeschlossen.